# Parshall
Parshall (hidatsa: dibiarugareesh) és una població dels Estats Units a l'estat de Dakota del Nord. Segons el cens del 2000 tenia 981 habitants.

## Demografia
Segons el cens del 2000, Parshall tenia 981 habitants, 339 habitatges, i 240 famílies. La densitat de població era de 701,4 hab./km².
Dels 339 habitatges en un 39,5% hi vivien nens de menys de 18 anys, en un 39,2% hi vivien parelles casades, en un 25,4% dones solteres, i en un 29,2% no eren unitats familiars. En el 26,3% dels habitatges hi vivien persones soles el 15,6% de les quals corresponia a persones de 65 anys o més que vivien soles. El nombre mitjà de persones vivint en cada habitatge era de 2,75 i el nombre mitjà de persones que vivien en cada família era de 3,23.
Per edats la població es repartia de la següent manera: un 33,1% tenia menys de 18 anys, un 8,3% entre 18 i 24, un 23,4% entre 25 i 44, un 16,8% de 45 a 60 i un 18,3% 65 anys o més.
L'edat mediana era de 33 anys. Per cada 100 dones de 18 o més anys hi havia 84,8 homes.
La renda mediana per habitatge era de 24.500 $ i la renda mediana per família de 27.222 $. Els homes tenien una renda mediana de 23.558 $ mentre que les dones 21.750 $. La renda per capita de la població era d'11.459 $. Entorn del 21,6% de les famílies i el 27,7% de la població estaven per davall del llindar de pobresa.

## Poblacions més properes
El següent diagrama mostra les poblacions més properes.